# Liste der Träger des Bayerischen Verdienstordens/Q

## Q
1. Herbert Quandt (1910–1982), Industrieller (verliehen 1968)
2. Ursula Queck, Geschäftsführerin der Fripa Papierfabrik Albert Friedrich KG Miltenberg (verliehen am 29. Juli 2010)
3. Margarete Quell, Vorsitzende der Rollstuhl-Tanzsport-Abteilung im Universitäts-Sportclub München e. V. (USC), Vorsitzende der Stiftung „Ein bisschen mehr wir und ein bisschen weniger ich“ (verliehen am 17. Dezember 2014)
4. Karl-Ernst Quentin, Vorstand des Instituts für Wasserchemie und Chemische Balneologie der Technischen Universität München
5. Wolfgang Quint (* 1938), Ministerialdirektor (verliehen am 17. Juli 2003)
6. Gebhard Quinger (1919–2012), Generalsekretär a. D. des Bayerischen Bauernverbands (verliehen am 18. Juni 1975)